# 西北聯盟 (棒球)
西北聯盟（英語：Northwest League），是美國西北部的一個美國職棒小聯盟附屬聯盟，該聯盟於1955年創立，原隸屬於大聯盟的1A系統。後來在2021年小聯盟重組後晉升到高階1A系統。該聯盟在2021年短暫改名為高階1A西區後，在2022年恢復原名。
西北聯盟的雛形可追溯到1890年，該聯盟的前身是西方國際聯盟。該聯盟於1922年創立，只經歷一年便停擺，直到1937年才又重啟，並加入1B系統。1952年，西方國際聯盟加入1A系統，並於1954年解散。解散後的西方國際聯盟改組成為西北聯盟，不過降級到1B系統，直到1965年才成功升到短期1A。
2020年，因為COVID-19疫情的大爆發，使得小聯盟賽季全面暫停。2021年球季開始前，西北聯盟暫時改名叫高階1A西區。不過大聯盟後來收購小聯盟的名稱版權，因此高階1A西區在2022年球季又改回原名西北聯盟。

## 現有球隊
|  |

| 球隊             | 原文名 | 大聯盟球隊     | 所在地             | 球場               | 球場容納人數 |
| ---------------- | ------ | -------------- | ------------------ | ------------------ | ------------ |
| 尤金祖母綠       |        | 舊金山巨人     | 俄勒岡州尤金       | PK公園             | 4000         |
| 埃弗里特水蛙     |        | 西雅圖水手     | 華盛頓州埃弗里特   | 埃弗里特紀念體育場 | 3682         |
| 希爾斯伯勒啤酒花 |        | 亞利桑那響尾蛇 | 俄勒岡州希爾斯伯勒 | 羅恩東金球場       | 4500         |
| 斯波坎印地安人   |        | 科羅拉多洛磯   | 華盛頓州斯波坎     | 艾維斯塔體育場     | 6803         |
| 三聯市塵捲風     |        | 洛杉磯天使     | 華盛頓州帕斯科     | 傑薩體育場         | 3654         |
| 溫哥華加拿大人   |        | 多倫多藍鳥     | 卑詩省溫哥華       | 納特貝利體育場     | 6500         |

## 名人堂球員
- 巴比·考克斯
- 小肯·葛瑞菲
- 湯尼·關恩
- 瑞奇·韓德森
- 瑞吉·傑克森
- 埃德加·馬丁尼茲
- 麥克·皮耶薩
- 奧齊·史密斯

## 外部連結
- 小聯盟官方網站 （页面存档备份，存于）